# Frans Eneström
Frans Johan Elof Eneström, född 23 juli. 1870 på torpet Rydet, Värnamo socken, död 22 februari 1915 i Stockholm, var en svensk fornforskare och folklorist.
Eneström var son till torparen under Hindsekind Carl Magnus Jansson. Han genomgick i folkskolan i Nederby och blev därefter dräng, först hos en bonde och senare hos major E.M. Kruckenberg på Bäckaskog. Därefter tog han värvning och tjänstgjorde 1888–1892 vid Svea trängbataljon. År 1892 övergick han till en anställning vid Statens järnvägar och därefter till Halmstad–Nässjö Järnvägar, där blev packmästare i Halmstad. Från 1901 arbetade han som konduktör på bansträckan Reftele-Gislaved och var då bosatt i Gislaved. Under sin tid i Halmstad hade han på 1890-talet hittat några ovanliga fönster, vilka han sänt till riksantikvarien Hans Hildebrand, vilket blev inledningen på Eneströms intresse för historia och början på ett livligt samarbete dem emellan.
I Gislaved kom Eneström även att intressera sig för folkloristik och utgav 1906 Gnosjöborna med beskrivningar från småländskt liv under äldre tider. Han företog även flera utgrävningar av gravfält i Värnamotrakten och insände fynden till Hildebrand. Bland annat grävde han på egen bekostnad ut gravhögar från yngre järnåldern vid Mossle i Värnamo socken 1906 och hittade delar till en femtio år tidigare försvunnen runsten i samband med grävningar i Reftele. År 1910 undersökte han fyra gravhögar vid Draftinge i Ås socken och 32 högar vid Mossle Jössegård i Värnamo, 1911 29 högar på Bolmsö och 1912 ytterligare 24 högar på Bolmsö samt 15 i Reftele. Eneström hade även kontakter med och skickade föremål till Arthur Hazelius. Han samlade själv på vapen och antika möbler. Som etnolog utgav han 1910 även Finvedsbornas seder och lif. Eneström tilldelades 1911 Illis Quorum i 5:e storleken.